# Maran (titolo)
Maran è una parola aramaica che ricorre molte volte nel Talmud, col significato di nostro maestro (מָרַן, trasl. māran). Prevalente fra gli ebrei sefarditi orientali cristiani, Maran non era raro fra gli ebrei di stirpe ashkenazita haredi.
Come la maggioranza degli altri termini onorifici, Maran era un anteposto al nome proprio di persona, detto anche nome di battesimo, il rito che nelle comunità di ebrei e di ebrei cristiani segnava l'ingresso del neonato nella comunità. Taloro sostituiva il nome proprio, mentre quando lo introduceva era ed è ad oggi associato ad un (tecnicamente) superfluo "Rabbi", in formule quali "Maran Rabbi Ovadia Yosef".
In queste comunità ebraiche era un titolo onorifico riservato ai più eminenti rabbini come Joseph ben Ephraim Karo, chiamato col titolo  "Maran Beth Yosef" (XV-XVI sec.); nel XX secolo, viene riconosciuto ai leader carismatici, dai membri dei movimenti politici o spirituali da essi fondati, come nel caso dei rabbini ebraici Yosef Shalom Eliashiv Elazar Shach (Maran HaRav Shach), Joel Teitelbaum e Ovadia Yosef.
Maran non è foneticamente  distante dal moran tributato a Gesù nella tradizione siriaca, del quale è considerato un volgarizzamento.
Secondo alcuni sarebbe l'abbreviazione di Morenou veRabbenou, "Signore e maestro", mentre secondo altri Maran è l'acronimo di Meataim Rabanim Nismah, il gruppo di 200 rabbini che hanno la facoltà di redigere l'Halakhah.
Per quanto concerne il titolo Martan, la forma femminile di Moran riferita alla Vergine Maria, è stato ipotizzato l'utilizzo di due significati contemporaneamente: il nome comune del titolo onorifico e l'acronimo, in modo simile alla formula cristiana greca Ichthys.